# Сан Микеле а Монтерипалди (Фиренца)
Сан Микеле а Монтерипалди је насеље у Италији у округу Фиренца, региону Тоскана.
Према процени из 2011. у насељу је живело 30 становника. Насеље се налази на надморској висини од 146 м.